# ولادیمیر نیکیتین (بوکسور)
ولادیمیر نیکیتین (روسی: Владимир Олегович Никитин؛ ۲۲ مارس ۱۹۹۰) بوکسور اهل روسیه است.